# Монкодонья

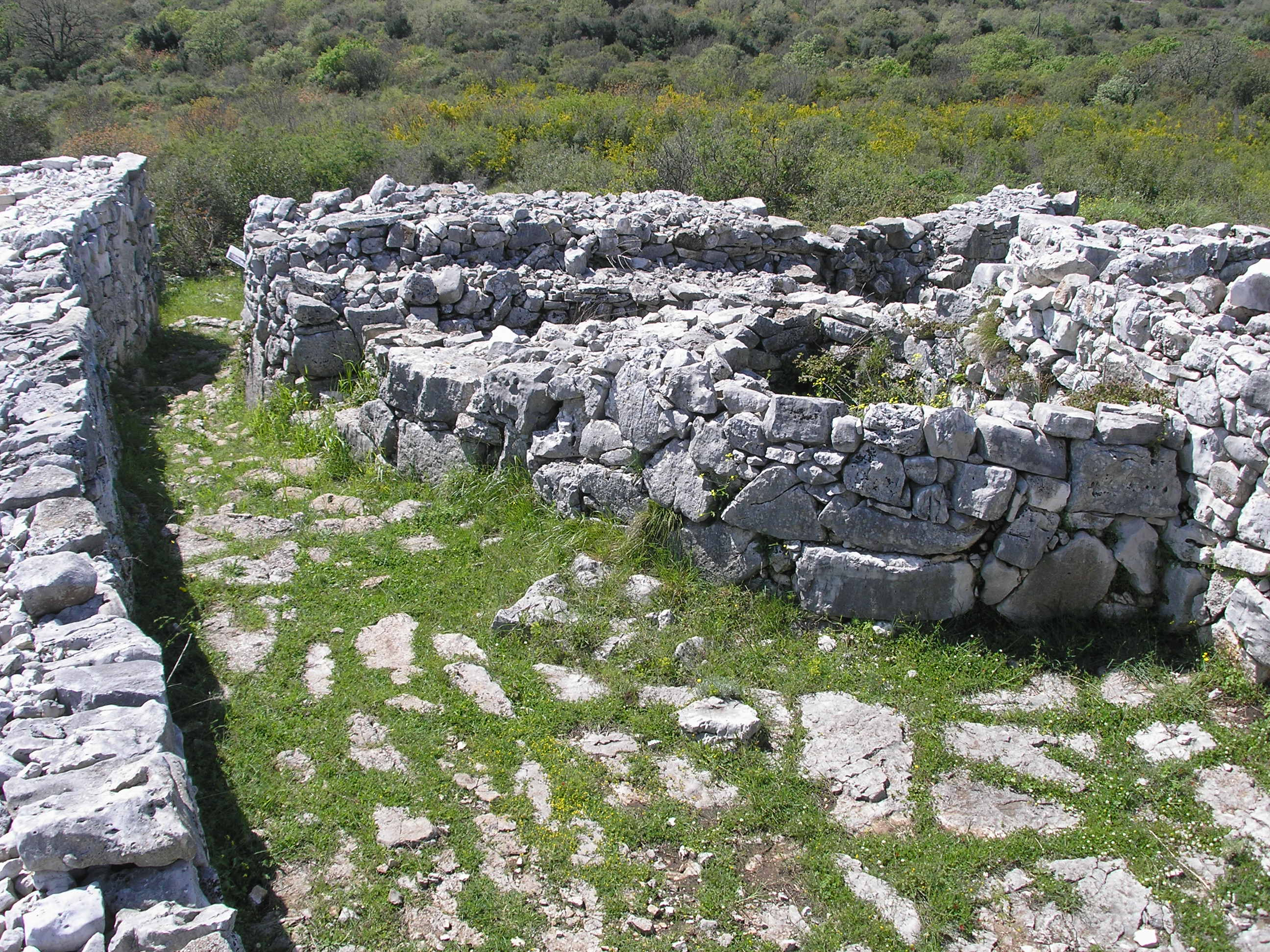
Вхідні ворота

Монкодонья хорв. Monkodonja — високогірне укріплене городище  кастельєрської археологічної культури доримського і доіллірійського періоду. Знаходиться поблизу сучасного міста Ровінь в хорватському регіоні Істрія. Було заселене в період бронзової доби в 1800 — 1200 роках до н.е. і покинуте після вторгнення іллірійського племені Істрів, яких пов'язують з культурою полів поховальних урн. 
Укріплене городище Монкодонья має довжину близько 250 метрів, ширину 155 метрів та овальну форму.  Місто складалося з трьох частин. На вершині пагорба знаходився акрополь, оточений захисним муром завдовжки близько 1 кілометра, шириною 3 метри і заввишки понад 3 метри. Залишки великих кам'яних і дерев'яних споруд зі складною структурою показують, що в цьому районі проживали представники знаті. За межами акрополя знаходилися верхнє і нижнє місто. Там розташовувалися майстерні й житлові будинки, що мали набагато простіший вигляд, ніж споруди акрополя. Населення Монкодоньї становило близько 1000 осіб.
Як свідчать залишки мікенської кераміки, Монкодонья підтримувала торговельні зв'язки з мікенською культурою. Монкодонья є одним з найдавніших поселень міського типу, в архітектурі якого простежується вплив Греції.